# Парфянська імперія

Парфянське царство у період найбільшого розквіту, близько 60 до н. е.

Парфянська імперія, Парфія, Парфянське царство (лат. Parthia) — прадавня держава, що виникла близько 247 до н. е. на півдні та південному сході від Каспійського моря на території сучасного Туркменістану та підкорила в період розквіту своєї влади та політичного впливу (середина І ст. до н. е.) великі області від Межиріччя до кордонів Індії. Припинила існування в 220-ті роки.

## Назва

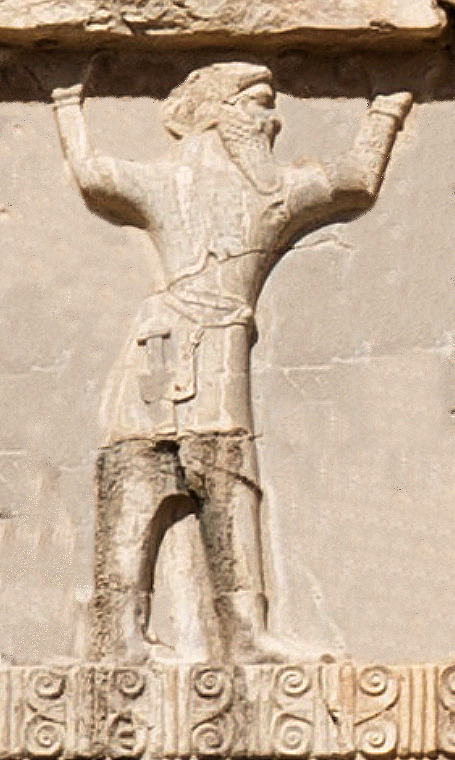
Гробниця Ксеркса I, парфянський воїн близько 470 року до н. е.

Назва "Парфія" походить від латинського Parthia, яке, у свою чергу, бере початок від давньоперського Parthava. Це була самоназва парфянської мови, що означала "належний до парфян" — народу іранського походження. У контексті елліністичного періоду Парфія також згадується як Parthyaea.
Під час сасанидського періоду Парфія була відома як Pahlaw у середньоперських джерелах, а пізніші ісламські автори називали її Pahla або Fahla, але в основному це стосувалося парфянського регіону на заході Ірану.

## Історія
Після смерті Александра Македонського (323 до н. е.) його монархія незабаром розпалася на цілий ряд держав під владою правителів почасти грецького, почасти тубільного походження. Іран спочатку належав Селевкідам, володарям Сирії, але вже через кілька років після смерті Александра Великого тубілець Атропат заснував державу в Мідії, яка за його іменем одержала назву Атропатени. Значніші держави утворювалися на Сході — греко-бактрійська держава на крайньому північному сході Ірану (з 256 до н. е.) і Парфянська держава у Хорасані.
Біля 250 до н. е. сакське кочове плем'я парнів на чолі з Аршаком (родоначальником династії Аршакідів) вторглося у сатрапію Селевкідів Парфію (Парфієну), підкорило її та сусідню область Гірканію. Селевк II після невдалої спроби відновити свою владу в 230—227 до н. е. був вимушений визнати владу Аршакидів над Парфією. У 209 р. до н. е. Парфія була підкорена селевкідським правителем Антіохом ІІІ, але незабаром відновила свою самостійність. Парни були асимільовані місцевими племенами — парфянами.
Правитель Парфії Мітрідат І (близько 170–138/137 до н. е.) відняв у Селевкідів східні сатрапії — Персію, більшу частину Межиріччя та Вірменію і завоював частину греко-бактрійської держави до Гіндукуша. Він першим прийняв титул царя царів, чим оголосив себе спадкоємцем Ахеменідів. Селевкіди не змогли відновити своє панування — армія селевкідського володаря Антіоха VII була розбита у 129 до н. е. Проте Парфії ще довгий час довелося відбиватися від сусідів. Стабілізація настала лише за Мітрідата ІІ (близько 123–88/87 до н. е.), який завоював Дрангіану, Арею та Маргіану, а також північне Межиріччя. Парфяни активно втручалися в політичну боротьбу останніх Селевкідів у Сирії, під парфянським політичним впливом перебувала Велика Вірменія, де в 95 до н. е. був зведений на престол Тигран II.

### Стосунки з Римом
Докладніше: Римсько-парфянські війни
Перший контакт між Парфією й Римом відбувся на початку І століття до н. е. під час війни римлян з понтійським правителем Мітрідатом VI Євпатором). За згодою 92 до н. е. кордоном між Парфією й Римом був визнаний Євфрат. За парфянського правителя Орода ІІ (близько 57–37/36 до н. е.) римські війська під командуванням Марка Ліцінія Красса вторглися в Межиріччя, що входило до складу Парфії, але зазнали нищівної поразки. До 40 до н. е. Парфяни захопили майже всю Малу Азію, Сирію і Палестину. Це загрожувало пануванню Риму, і в 39–37 до н. е. римляни відновили свій контроль над цими областями, однак поразка Марка Антонія (36 до н. е.) у Мідії від Атропатена призупинила просування Риму за Євфрат.
З часів Октавіана Августа римські імператори втручалися в міжусобиці за парфянський престол. Римляни спробували використовувати внутрішню боротьбу в Парфії між рабовласницькою знаттю грецьких і місцевих міст Межиріччя та Вавилонії, а також парфянською знаттю цих районів, які були зацікавлені в розвитку торгівлі з Римом, — і, з іншого боку, знаттю корінних районів Парфії, пов'язаної з кочовими племенами, яка займала непримиренну позицію стосовно Риму й прагнула до широких територіальних завоювань. Боротьба цих угрупувань вилилася в кілька громадянських війн і досягла свого апогею на початку І ст. У 43 році було придушене антиПарфянське повстання в Селевкії на Тигрі, грецькі міста були позбавлені автономії, зросли антиелліністичні й антиримські тенденції. За Вологеза І (близько 51/52—79/80) була досягнута внутрішня стабілізація, яка дозволила знову вести активну політику, в результаті чого в 66 на престолі Великої Вірменії зміцнився брат Вологеза Тірідат І (див. Аршакіди).
Незабаром, однак, почався період занепаду Парфії, викликаний зростанням місцевого сепаратизму, постійними династичними незгодами й набігами кочівників-аланів. Це дозволило римлянам жорстоко спустошувати західні області Парфії. Найчутливішого удару парфіянам завдав Траян, завоювавши Вірменію і Месопотамію, та зайнявши Ктезифон. Але, хоча парфіянам вдавалося часом завдавати поразки римлянам (за Артабана V (216–226) римляни остаточно втратили Вірменію і частини Месопотамії), процес політичного розпаду держави було неможливо зупинити. Практично незалежними стали області Маргіана, Сакастан, Гірканія, Елам, Парса, Харакена, Хатра. Зовнішні й міжусобні війни виснажили країну. У Парсі, на батьківщині Кира та Дарія, почався рух, що поклав кінець пануванню парфіян. Ардашир, син Папака, онук Сасана, один з місцевих володарів, об'єднав під своєю владою весь Парс, після чого вступив у боротьбу з парфянськими Аршакідами. В 226 Артабан загинув у битві, і престол «царя царів» перейшов до династії Сасанідів.

## Устрій
На чолі стояв цар царів, зазвичай йому успадковував його первісток. Проте також зберігалася система залежних правителів Атропатени, Гордієни, Осроени, Адіабени, Харакени, Великої Вірменії. В деяких з них згодом було встановлено владу правлячої парфянської династії. В часи політичної кризи у Сузіані та Гірканії також постали напівнезалежні правителі. Правителі цих держав управляли своїми територіями та карбували власні монети, відмінні від монет, виготовлених на імперських монетних дворах.
Царю царів в управлінні допомагали привілейований друг (радник), охоронець (очільник царської гвардії) та царський скарбник. При написанні законів, доповідів чиновників використовувалася парфянська мова (відома також як аршакидська пехлеві), що одним з видів давньоіранської мови.
Знать також поділялася на групи: представники правлячої династії, вища родова аристократія, місцева знать. Значну вагу мала рада родової знаті, що було пережитком родоплемінної організації. Особливу роль протягом усієї історії Парфянської держави також відігравали могутні роди Каренів, Суренів, Міхранів, Аспахапетів, Дахаїв, Парнів, Сохаїв. Головна резиденція роду Каренів була у Ніхавенді (в Мідії), роду Суренов — у Сістані, Міхранів — біля Раги. Міхрани були пов'язані, ймовірно, з родом Спандіад, який також належав до області Раги. Ступінь залежності територій, що входили до складу Парфянської держави від центральної влади, була різною — обстановка в провінціях часто змінювалася, у цьому головну роль грала боротьба за трон. Одна з причин посилення знаті криється у пожалуваннях царем царів наділів своїм рідним і наближеним, головним чином в областях, через які проходив стародавній шлях із Ктезифону в Бактрію та Арахосію. Деякі представники знаті виконували обов'язки придворних радників царя, а також священних жерців.

### Адміністративний поділ
Столицями були Ктесіфон, Селевкія, Екбатана, Раги, Гекатомпіл, Ніса та Сузи. Парфяни перейняли систему сатрапій, єпархій, гіпархій Селевкідів, які у парфян називалися марзпанство, кшатрапія і дізпатія. Обидві мали тричастинний поділ для своїх провінційних ієрархій: парфянський марзбан, кшатрап і дізпат. Деякі з єпархій територіально збігався із сатрапіями часів Ахеменідів. У перший період свого панування парфяни проводили політику заохочення полісів та грецької культури й зберігали колишню селівкідську систему адміністрації. Поступово посада сатрапа втратила своє колишнє значення, але титул «сатрап» продовжує часто зустрічатися в античних джерелах. Парфянська адміністративна організація на заході держави відрізнялася від організації східних володінь. В Месопотамії, сузіані та на Кавказі зберігалися селевкідські посади. У Парфії, Бактрії, Согдіані, Сістані управління було триступінчастим: дизпат (правитель селища або невеликий фортеці з прилеглими землями) підпорядковувався сатрапу, що керував на відміну від ахеменідської епохи порівняно невеликою областю, а над сатрапами стояв марзбан (охороняючий кордон). Сатрапи, що керували південними провінціями називалися шахрапи (шахраби), північними — нахвадарами (від цього походить вірменський титул нахарар).
Спочатку центром держави була Мідія, в якій розташовувалась літня резиденція царя царів у місті Екбатана. Зимували парфянські правителі у Вавилоні. Надалі офіційною столицею став Ктезифон. У Нісі розташовувалися усипальниці правителів.

## Військова справа
Парфянська імперія не мала постійної армії, проте могла швидко набирати війська від місцевих та васальних правителів. При царі була постійна озброєна охорона, що складалася зі знаті, слуг та найманців, але вона була невеликою. Залоги постійно трималися в прикордонних фортецях. Перший удар повинні витримати війська марзпанів, що контролювали землі в стратегічних прикордонних регіонах. Їм на допомоги приходили кшатрапи і дізпати.
Головною ударною силою парфянської армії були її катафракти — важка кіннота з людьми та кіньми, одягненими в кольчужні обладунки. Катафракти були оснащені списом для атаки на ворожі лінії, але не були озброєні луками та стрілами, які були доступні лише кінним лучникам. Через вартість їхнього спорядження та обладунків катафракти набиралися з аристократичного класу, який в обмін на свої послуги вимагав певної автономії на місцевому рівні від царів Аршакидів. Легка кіннота набиралася з простолюдинів і діяла як кінні лучники; вони носили в бій просту туніку та штани. Вони використовували складові луки та могли стріляти по ворогах, перебуваючи верхи та стоячи від них обличчям до себе; ця техніка, відома як парфянський постріл, була дуже ефективною тактикою. Вважається, що легка кіннота також носила в бій меч, тоді як катафракти, ймовірно, також були озброєні короткими мечами або ножами. Парфяни також верблюжу кінноту. Так само парфяни нечасто використовували бойових слонів. 
Розмір парфянської армії невідомий. Найбільша армія, зібрана парфянами, ймовірно, становила 50 тис. вояків.

## Економіка
Переважно господарство мало натуральний характер, зберігаючи традиції часів Ахеменідів та Селевкідів. Міста були центрами ремісництва. Основними сільськогосподарськими культурами були пшениця, ячмінь, рис, фрукти, виноград і оливки. У районах із більш сприятливими умовами вирощувалися бавовна, зерно для годування худоби. Важливе значення мало зрошення, що дозволяло ефективно використовувати водні ресурси річок, як-от Тигр і Евфрат. Тваринництво було важливою галуззю, що включало розведення великої рогатої худоби, овець, кіз та коней. Коні особливо цінувалися за використання у військовій справі. Також розвивалися ремісничі виробництва, пов'язані з обробкою шкіри та вовни. 
Парфяни мали розвинені навички в металургії, особливо у виробництві зброї, обладунків та різних металевих виробів. Також вимого рівня досягло ремесло з виготовлення тканин, зокрема шовку та вовни, а також вироби зі скла, кераміки та шкіри. Розвивалися великі ремісничі центри, де вироблялися товари для внутрішнього споживання та експорт.
Економіка Парфії багато в чому спиралася на рабську працю, особливо у сільському господарстві та ремісничих виробництвах. Раби використовувалися для роботи на великих земельних угіддях, а також у гірничодобувній промисловості.
Парфія контролювала Шовковий шлях між Римською імперією та імперією Хань. Основним крамом, що перевозився через Парфію, були прянощі, коштовності, шовк, скло, метал та вироби ремісничого виробництва. Парфяни активно торгували з Римською, Кушанською, Ханьською імперіями,  а також із сусідніми народами, такими як сармати, араби та вірмени. Ктесифон, столиця Парфянської держави, був важливим торговим центром. Парфянські монети навіть були виявлені в Ольвії.
Податки на землю, внутрішню торгівлю, ремісництво були лише одним із царських доходів, крім того, стягувалися митні збори. Важливими джерелами доходу також були військові захоплення та данина, що збиралася з підкорених царств й племен.
Зазвичай виготовлена зі срібла тетрадрахму, була стандартною валютою, що використовувалася по всій Парфянській імперії. Аршакіди мали власні монетні двори в містах Гекатомпіл, Селевкія та Екбатана. Найімовірніше, вони також керували монетним двором у Мітрідатцерті. Від заснування імперії до її розпаду драхми, що вироблялися протягом усього парфянського періоду, рідко важили менше 3,5 г або більше 4,2 г.. Перші парфянські тетрадрахми, вагою близько 16 г з деякими варіаціями, з'явилися після того, як Мітрідат I завоював Месопотамію, і карбувалися виключно в Селевкії. Вологез I був першим правителем Аршакидів, на карбованих монетах якого парфянська писемність і мова.

## Вірування
Парфянська імперія, будучи культурно та політично неоднорідною, мала різноманітні релігійні системи та вірування, найпоширенішими з яких були ті, що присвячені давньогрецьким та давньоперським культам, які часто поєднувалися. Так, Зевса часто ототожнювали з Ахура Маздою, Аїда з Ангра Мейну, Афродіту та Геру з Анахітою, Аполлона з Мітрою, Гермеса з Шамашем. Окрім головних богів та богинь, кожна етнічна група та місто мали своїх власних призначених божеств. Також існував культ царя царів, оскільки Аршакіди часто себе ототожнювали з богами. 
Ступінь покровительства Аршакидів над зороастризмом є предметом дискусій у сучасних наукових дослідженнях. Є докази того, що Вологез I заохочував присутність зороастрійських жерців при дворі та спонсорував складання священних зороастрійських текстів.
На території імперії також були групи, що сповідували монотеїстичні релігії — християни та юдеї. Існує мало археологічних доказів поширення буддизму з Кушанської імперії. Вважається, що буддист Ань Шиґао з династії Аршакідів став найдавнішим перекладачем буддійських текстів китайською мовою. 

## Культура
Парфянська епоха стала свідком перського культурного відродження в релігії, мистецтві та навіть моді на одяг. Проте також певний вплив зберіга елліністична культура часів Селевкідів. Парфянські царі намагалися поєднати дві ці культурні традиції. При царському дворі був популярний театр і давньггрецькі драми й комедії. 
Відповідно до ахеменідських традицій, на горі Бехістун були висічені наскельні зображення правителів Аршакідів. Аршакіди обирали для себе та дітей типові зороастрійські імена, а деякі з них — з «Авести», Парфяни також перейняли використання вавилонського календаря, замінивши македонський календар Селевкідів.
Парфянське мистецтво можна розділити на три геоісторичні фази: мистецтво власне Парфії; мистецтво Перського плато; та мистецтво парфянської Месопотамії. Перше справжнє парфянське мистецтво, знайдене в Мітрідатцерті, поєднувало елементи грецького та перського мистецтва відповідно до традицій Ахеменідів та Селевкідів. На другій фазі парфянське мистецтво знайшло натхнення в мистецтві Ахеменідів, прикладом чого є рельєф на інвеститурі Мітрідата II на горі Бехістун. Третя фаза відбувалася поступово після парфянського завоювання Месопотамії.
Поширені мотиви парфянського періоду включають сцени царських мисливських експедицій та інвеституру аршакідських царів. Використання цих мотивів поширилося і на зображення місцевих правителів. Поширеними художніми засобами були наскельні рельєфи, фрески та навіть графіті. Геометричні та стилізовані рослинні візерунки також використовувалися на стінах з ліпнини та штукатурки. Поширений мотив сасанідського періоду, що зображує двох вершників, що беруть участь у битві зі списами, вперше з'явився на парфянських рельєфах на горі Бехістун.
У портретному живописі парфяни віддавали перевагу та підкреслювали фронтальність, тобто людина, зображена живописом, скульптурою або рельєфом на монетах, була звернена безпосередньо до глядача, а не в профіль. Хоча фронтальність у портретному живописі вже була старою художньою технікою парфянського періоду. Вона суттєво відрізняється як від стародавньої близькосхідної, так і від давньогрецької фронтальності, хоча, безсумнівно, є нащадком останньої. У парфянському мистецтві фронтальність стає нормальним трактуванням фігури. Для парфян фронтальність насправді є не що інше, як звичка показувати, на рельєфі та в живописі, всі фігури анфас, навіть за рахунок чіткості та зрозумілості. Це використання настільки систематичне, що воно фактично призводить до повного вигнання бічного вигляду та всіх проміжних поз. Цей унікальний стан речей, здається, утвердився протягом I ст.. Парфянське мистецтво з його виразним використанням фронтальності в портретному живописі було втрачено та занедбано через глибокі культурні та політичні зміни, спричинені Сасанідською імперією. Прикладом такого живопису є фрески у синагозі Дура-Европос.
Парфянська архітектура перейняла елементи ахеменідської та давньогрецької архітектури, але залишалася відмінною від них двох. Стиль вперше засвідчено в Мітрідатцерті. Кругла зала царського палацу у цьому місті схожа на елліністичні палаци, але відрізняється тим, що утворює коло та склепіння всередині квадратного простору. При цьому раньопарфянське мистецтво, включаючи мармурові статуї та різьблені сцени на посудинах зі слонової кістки, безсумнівно, перебуває під впливом грецького мистецтва; .
Характерною рисою парфянської архітектури був айван – зала для аудієнцій, що підтримувався арками або циліндричними склепіннями та був відкритий з одного боку. Використання циліндричного склепіння замінило еллінське використання колон для підтримки дахів. Хоча айвани були відомі за часів Ахеменідів і раніше в менших підземних спорудах, саме парфяни вперше побудували їх у монументальному масштабі. Найдавніші парфянськи айвани знайдені в Селевкії, побудовані на початку I ст. Монументальні айвани також часто зустрічаються в стародавніх храмах Хатри і, можливо, створені за зразком парфянського стилю. Найбільші парфянськи айвани на цьому місці мають проліт 15 м.

### Одяг
Типовий парфянський одяг для верхової їзди ілюструє відома бронзова статуя парфянського вельможі, знайдена в Шамі (Елимаїда). Фігура, заввишки 1,9 м, одягнена в V-подібну куртку, V-подібну туніку, закріплену поясом, вільні штани з багатьма складками, що тримаються на підв'язках, та діадему або пов'язку поверх зачісканого, коротке волосся. Парфянський одяг часто можна побачити на рельєфних зображеннях монет середини I ст. до н.е.
Приклади одягу в парфянських скульптурах були знайдені під час розкопок у Хатрі. Статуї, встановлені там, мають типову парфянську сорочку (каміс), поєднану зі штанами та виготовлену з вишуканих, орнаментованих матеріалів. Аристократична еліта Хатри перейняла короткі зачіски, головні убори та туніки з поясами, які носила знать, що належала до центрального двору Аршакидів. Брючний костюм носили навіть царі царів, як зображено на монетах на зворотному боці. Парфянський брючний костюм також був прийнятий у Пальмірському царстві.
Парфянські скульптури зображують заможних жінок у довгих рукавах поверх сукні, з намистами, сережками, браслетами та головними уборами, прикрашеними коштовностями. Їхні складені сукні закріплювалися брошкою на одному плечі. Головні убори також мали вуаль, яку драпирували назад.
Як видно на парфянських монетах, головні убори, які носили парфянські царі, змінювалися з часом. На найдавніших монетах Аршакідів зображені правителі в м’якій шапці з клапанами на щоках, відомій як башлик (грецькою кірбазія). Можливо, це походить від сатрапського головного убору епохи Ахеменідів та загострених капелюхів, зображених на рельєфах Ахеменідів у Бехістуні та Персеполі. На найдавніших монетах Мітрідата I він зображений у м’якій шапці, проте монети пізнього періоду його правління вперше показують його в царській елліністичній діадемі. Мітрідат II був першим, кого зображено в парфянській тіарі, розшитій перлами та коштовним камінням, головному уборі, який зазвичай носили в пізній парфянський період та сасанідські монархи.

### Музика
Відомо, що в парфянський період придворні музики (ґосан) декламували поетичну усну літературу під музичний супровід. Їхні оповідання, складені у віршованій формі, не були записані до сасанідського періоду. 